# Sierra de Misiones
Sierra de Misiones är en bergskedja i Argentina.   Den ligger i provinsen Misiones, i den nordöstra delen av landet, 1 000 km norr om huvudstaden Buenos Aires.
I omgivningarna runt Sierra de Misiones växer i huvudsak städsegrön lövskog. Runt Sierra de Misiones är det glesbefolkat, med 20 invånare per kvadratkilometer.